# Tamajón
Tamajón è un comune spagnolo di 148 abitanti situato nella comunità autonoma di Castiglia-La Mancia.
Il comune, oltre al capoluogo, comprende i nuclei abitati di Almiruete, Palancares e Muriel nonché il centro disabitato di Sacedoncillo.